# Camargo kommun, Spanien
Camargo är en kommun i Spanien.  Den ligger i den autonoma regionen Kantabrien i norra delen av landet, 300 km norr om huvudstaden Madrid. Antalet invånare är 30 422 (2024). Arean är 36,98 kvadratkilometer. Camargo gränsar till Santander, Santa Cruz de Bezana, Piélagos, Villaescusa och El Astillero. 